# Devuélvete
«Devuélvete» es una canción grabada por la cantante y compositora mexicana Carla Morrison. La canción fue escrita por ella misma y producida por Alejandro Jiménez a través de su disquera independiente Cósmica Récords. Se lanzó el 6 de noviembre de 2015, y está incluido como el séptimo track de su segundo álbum de estudio Amor supremo.

## Video musical
No se lanzó ningún videoclip oficial para esta canción, pero sí un video lírico que fue publicado el 2 de mayo de 2017 en el canal de Youtube de Morrison y cuenta con más de 35 millones de reproducciones.

## Lista de canciones

### Descarga digital
| Devuélvete — Single |              |          |  |
| N.º                 | Título       | Duración |  |
| 1.                  | «Devuélvete» | 3:57     |  |

### Versión acústica
| Devuélvete — Single |              |          |  |
| N.º                 | Título       | Duración |  |
| 1.                  | «Devuélvete» | 4:14     |  |